# Гуртовой, Тимофей Иванович
Тимофе́й Ива́нович Гуртово́й (рум. Timofei Gurtovoi; 23 февраля 1919, Григориополь — 10 марта 1981, Кишинёв, Молдавская ССР, СССР) — молдавский, советский дирижёр, тромбонист, педагог. Народный артист СССР (1967).

## Биография
Родился 23 февраля 1919 года в Григориополе (ныне — территория непризнанной Приднестровской Молдавской Республики).
Учился в Одессе, в Музыкальном училище (ныне Одесское училище искусств и культуры им. К. Ф. Данькевича) и консерватории (ныне Одесская национальная музыкальная академия имени А. В. Неждановой) (1935—1940) по классу тромбона у А. О. Лившица, по классу дирижирования — у В. П. Базилевич.
C 1941 по 1945 год — участник войны.
В 1947 году окончил Кишинёвскую консерваторию (ныне Академия музыки, театра и изобразительных искусств) по классу тромбона у С. Г. Турилкина, в 1949 — по классу дирижирования у Б. С. Милютина.
В 1946—1950 годах — тромбонист, в 1950—1951 — дирижёр симфонического оркестра Молдавской государственной филармонии (Кишинёв). С 1951 года — художественный руководитель филармонии. С 1953 по 1979 год — главный дирижёр и художественный руководитель симфонического оркестра Молдавской филармонии.
Под его руководством впервые прозвучали в Кишинёве многие фундаментальные творения мировой классики, а также сочинения советских авторов — Д. Шостаковича, Т. Хренникова, А. Хачатуряна, Г. Свиридова, А. Эшпая, К. Данькевича, Э. Мирзояна, О. Тактакишвили и других. Симфонический оркестр исполнил множество произведений советской классики, сочинения молдавских композиторов В. Загорского, Э. Лазарева, С. Лобеля, В. Полякова, М. Фишмана, П. Ривилиса, А. Люксембурга и др.
Выступал с крупнейшими музыкантами-исполнителями, такими как Г. Нейгауз, Э. Гилельс, Я. Флиер, Л. Коган, С. Лемешев, М. Ростропович и многими другими.
Осуществил первую постановку оперы «Сердце Домники» А. Стырчи в Молдавском театре оперы и балета (1960).
Гастролировал в ряде городов СССР, а также в Румынии.
С 1949 года преподавал в Кишиневской консерватории (позже — Государственный институт искусств им. Г. Музическу, ныне — Академия музыки, театра и изобразительных искусств) (с 1958 — доцент, с 1977 — профессор кафедры оперной подготовки).
Депутат Верховного Совета СССР 6-го созыва.
Тимофей Иванович Гуртовой скончался 10 марта 1981 года в Кишинёве. Похоронен на Центральном (Армянском) кладбище.

## Награды и звания
- Заслуженный артист Молдавской ССР (1953)[4]
- Народный артист СССР (1967)
- Государственная премия Молдавской ССР (1972) — за концертные программы симфонической музыки, исполненные в 1969—1971 гг.
- Орден Ленина (8 июня 1960)
- Орден «Знак Почёта»
- Орден Отечественной войны II степени[5]
- Медали (в том числе — боевые).

## Память
- В Кишинёве, на доме по улице А. Пушкина, 35, где жил Тимофей Гуртовой, установлена мемориальная доска в его честь.